# Juana de Castro Mendoza
Doña Juana de Castro Mendoza (Évora, 1560-Lisboa, 1632) fue una noble y religiosa portuguesa, condesa de Vimioso por su matrimonio con Luis de Portugal, IV Conde de Vimioso.
Fue fundadora del Convento de Sacramento en Lisboa, por medio de una donación en 1605. El Convento se empezaría a construir en 1612 y las primeras monjas se establecieron en 1616.
Se separó de su esposo en 1623 y ambos se iniciaron en la vida religiosa (ella en el convento de Sacramento, del que era priora, y él en el convento de San Paulo en Almada).
En la obra Frei Luís de Sousa, se menciona como un personaje secundario. 

## Familia
Su padre fue Fernando de Castro, I conde de Basto, y su madre fue Filipa de Mendonça. Su hermano fue el virrey de Portugal Diego de Castro y sus tíos el también virrey de Portugal Miguel de Castro, María de Castro, Pedro de Castro, Álvaro de Castro y Diego de Castro, estos dos últimos fidalgos de la Casa Real Portuguesa.